# SEDAI WARS
『SEDAI WARS』（セダイウォーズ）は、2020年1月から深夜ドラマ枠「ドラマイズム」の作品として、毎日放送（MBSテレビ）制作によりTBSテレビをはじめとする同系列の一部において放送されたテレビドラマ。主演は山田裕貴。

## 概要
日本の世代間の対立をモチーフとし、近未来を舞台に各世代の代表者がVR空間で戦う日本の大統領決定戦を描く。世代を題材としていることから、登場人物の年齢層は10代から80代まで幅広いのが特徴である。
監督はアクション作品を得意とする坂本浩一が務め、型にとらわれない多彩なアクションも特徴である。山田を筆頭に、坂本が参加していたスーパー戦隊シリーズの出演経験者も多く出演している。

## あらすじ
社会という名の機能が失われて久しい昨今の日本では、国民の間に満足という言葉はもはや存在せず、ありとあらゆる不平不満が横行する無秩序の状況にあった。そこには到底思いやりや優しさといった精神はなく、人々は何かが起きると自分たちとは違う世代のせいだと決めつけて争ってしまう最悪の環境に置かれていた。そんな中、時の内閣総理大臣である安藤直樹が驚きの策を打ち出してきた。ゆとり世代、団塊世代、ロスジェネ世代、バブル世代、そしてミレニアル世代の各代表2名によるVR空間におけるバトルロイヤルによって、近未来の日本をどの世代に任せるかを決める「SEDAI WARS」の開催である。ゆとり世代の代表にひょんなことから選出されてしまった主人公・柏木悟の運命やいかに。

## キャスト
ゆとり世代代表
柏木悟
演 - 山田裕貴
27歳。旅行代理店勤務のサラリーマン。
玉川麻美
演 - 奥山かずさ
31歳。悟の先輩社員。
団魂世代代表
山尾茂
演 - 西岡徳馬
72歳。妻を亡くして一人暮らしの商店街会長。
小川清
演 - 鈴木正幸
74歳。お調子者な印刷会社社長。
ロスジェネ世代代表
白井優子
演 - 真飛聖
44歳。独身で親の介護も行っている派遣OL。
黒田哲也
演 - 出合正幸
45歳。土木作業員。
バブル世代代表
大谷修
演 - 岡田浩暉
58歳。バブル時代の思い出を引きずって、当時の服装や言葉づかいのままハイテンションに生きている男性。
鈴木香織
演 - 横山めぐみ
54歳。パートで家計を支えている主婦、
ミレニアル世代代表
西條萌
演 - 浅川梨奈
17歳。グラビアアイドルとして活動している女子高生。
筧翔太
演 - 池田優斗
12歳。心に孤独を抱えた中学1年生。
その他の登場人物
安藤直樹
演 - 大友康平
55歳（バブル世代）。SEDAI WARSを主催する内閣総理大臣。
藤原愛
演 - 長澤奈央
36歳（ロスジェネ世代）。内閣総理大臣秘書。
後藤田勝
演 - 坂本長利
85歳（焼け跡世代）。旅行代理店の清掃員。
GEN
声 - 高山みなみ
コミュニケーションツールアプリNTMYのマスコットキャラクター。
アナウンサー
演 - 宮島咲良

## スタッフ
- 企画・原作 - バンダイナムコアーツ
- 脚本 - 横手美智子
- 音楽 - 中村康隆（夜長オーケストラ）
- オープニングテーマ - Blue Vintage『SEDAI WARS』（FROG MUSIC / NVPR）
- エンディングテーマ - ニノミヤユイ『私だけの、革命。』
- ナレーション - 田久保宗稔
- 撮影 - 百瀬修司
- 編集 - 目見田健
- チーフプロデューサー - 仲吉治人、丸山博雄
- プロデューサー - 有澤亮哉、村島亘、梶原富治
- 監督 - 坂本浩一
- 制作 - ロボット
- 製作 - 「SEDAI WARS」製作委員会、毎日放送

## 放送日程
| 各話         | 放送日   | 放送日  |
| 各話         | 毎日放送 | TBS     |
| ------------ | -------- | ------- |
| EPISODE 1    | 1月06日  | 1月08日 |
| EPISODE 2    | 1月13日  | 1月15日 |
| EPISODE 3    | 1月20日  | 1月22日 |
| EPISODE 4    | 1月27日  | 1月29日 |
| EPISODE 5    | 2月03日  | 2月05日 |
| EPISODE 6    | 2月10日  | 2月12日 |
| LAST EPISODE | 2月17日  | 2月19日 |

## スピンオフ
『SIDE STORIES』と題し全3話のスピンオフエピソードが、2020年2月19日からU-NEXTにて配信された。
キャスト
- 西條萌 - 浅川梨奈
- 藤原愛 - 長澤奈央
- 玉川麻美 - 奥山かずさ

## 放送局
| 放送期間                 | 放送時間                     | 放送局             | 対象地域   | 備考   |
| ------------------------ | ---------------------------- | ------------------ | ---------- | ------ |
| 2020年01月06日 - 2月17日 | 月曜 0:50 - 1:20（日曜深夜） | 毎日放送           | 近畿広域圏 | 製作局 |
| 2020年01月08日 - 2月19日 | 水曜 1:28 - 1:58（火曜深夜） | TBSテレビ          | 関東広域圏 |        |
| 2020年01月21日 - 3月03日 | 火曜 1:30 - 2:00（月曜深夜） | 信越放送           | 長野県     |        |
| 2020年01月26日 - 3月08日 | 日曜 2:08 - 2:38（土曜深夜） | チューリップテレビ | 富山県     |        |
| 2020年02月05日 - 3月18日 | 水曜 0:55 - 1:25（火曜深夜） | テレビユー山形     | 山形県     |        |

## 関連商品
- SEDAI WARS Blu-ray BOX（2020年8月27日、バンダイナムコアーツ）[3]